# 塔里克·蘭普泰
塔里克·夸梅·尼-蘭特·蘭普泰（英語：Tariq Kwame Nii-Lante Lamptey；2000年9月30日—，加納職業足球員，司職右翼衛或右後衛，現效力英超球隊布莱顿和加纳国家足球队。

## 俱樂部生涯

### 切爾西
在以8歲之齡加入切尔西的青年軍前，蘭普泰一直在距希靈登不到數公里的諾霍特業餘球隊拉克斯珀流浪者（Larkspur Rovers）訓練。
2019年12月29日，蘭普泰在對上阿仙奴的比賽中於59分鐘入替菲卡约·托莫里，首次踏上英超的綠茵場，助「藍軍」扭轉0–1的劣勢，以2–1反勝。在賽後接受切爾西電視採訪時，他以此描述自己首次亮相時的心理狀態：「我的心在狂跳，這（為切爾西在英超上陣）是我和我的家人一直在等待的時刻。蘭普泰是法蘭克·蘭帕德執教下第七位獲提拔至一線隊的青年軍球員，此前的六位球員包括梅森·芒特、比利·基摩亞和里斯·詹姆斯等人。在離隊之前，他還曾在對陣諾定咸森林和侯城的足總盃比賽中上過陣，但此後便再無機會為切爾西披甲。

### 布萊頓
2020年1月31日，布莱顿在冬季轉會窗的截止日前宣佈蘭普泰以永久轉會的方式加盟，雙方簽訂為期三年半的合約。經過由COVID-19所致的3個月停擺後，蘭普泰在對上萊斯特城的比賽中首次亮相，惜球隊以0–0悶和對手。
在布赖顿2020–21賽季的首場比賽中，蘭普泰對上舊東家切爾西時為萊昂德羅·特羅薩德送上一記助攻，惜布萊頓以1–3落敗，未能在主場取得開門紅。2020年11月1日，他攻入其英超生涯的首球，助球隊以2–1擊敗托特納姆熱刺。蘭普泰在12月16日客場0–0戰平富勒姆的比賽中腿筋受傷后一直缺席，随后官方宣佈蘭普泰在2020–21賽季餘下的所有賽事中皆無法上陣。2021年1月17日，蘭普泰與布萊頓續約三年半。

## 國家隊生涯
蘭普泰在2000年9月30日出生於大倫敦希靈登，擁有加納血統，因此有代為英格蘭和加納參賽的資格，而他在U18至U21的青年梯隊階段皆選擇為「幼獅軍團」披甲。2020年7月，加納足球協會向蘭普泰發出轉籍的邀請函，但後者選擇接受英格蘭U21的徵召，參與U21歐洲國家盃的入圍賽，並在同年9月8日在對上奧地利U21的比賽中首次亮相，助球隊以2–1在客場力克對手。
2022年11月，蘭普泰入選加納國家隊出征2022年卡塔爾世界盃的26人名單。

## 生涯數據
最後更新：2021年6月30日
| 俱樂部    | 賽季     | 聯賽     | 聯賽 | 聯賽 | 足總盃 | 足總盃 | 聯賽盃 | 聯賽盃 | 洲際賽 | 洲際賽 | 其他 | 其他 | 總計 | 總計 |
| 俱樂部    | 賽季     | 聯賽     | 上陣 | 進球 | 上陣   | 進球   | 上陣   | 進球   | 上陣   | 進球   | 上陣 | 進球 | 上陣 | 進球 |
| --------- | -------- | -------- | ---- | ---- | ------ | ------ | ------ | ------ | ------ | ------ | ---- | ---- | ---- | ---- |
| 切尔西U23 | 2018–19  | —        | —    | —    | —      | —      | —      | —      | —      | —      | 4    | 0    | 4    | 0    |
| 切尔西U23 | 2019–20  | —        | —    | —    | —      | —      | —      | —      | —      | —      | 3    | 2    | 3    | 2    |
| 切尔西U23 | 總計     | 總計     | —    | —    | —      | —      | —      | —      | —      | —      | 7    | 2    | 7    | 2    |
| 切尔西    | 2019–20  | 英超     | 1    | 0    | 2      | 0      | 0      | 0      | 0      | 0      | 0    | 0    | 3    | 0    |
| 布莱顿    | 2019–20  | 英超     | 8    | 0    | —      | —      | —      | —      | —      | —      | —    | —    | 8    | 0    |
| 布莱顿    | 2020–21  | 英超     | 11   | 1    | 0      | 0      | 0      | 0      | —      | —      | —    | —    | 11   | 1    |
| 布莱顿    | 2021–22  | 英超     | 0    | 0    | 0      | 0      | 0      | 0      | —      | —      | —    | —    | 0    | 0    |
| 布莱顿    | 總計     | 總計     | 19   | 1    | 0      | 0      | 0      | 0      | 0      | 0      | 0    | 0    | 19   | 1    |
| 生涯總計  | 生涯總計 | 生涯總計 | 20   | 1    | 2      | 0      | 0      | 0      | 0      | 0      | 7    | 2    | 29   | 3    |

1. 1 2  英格蘭聯賽錦標賽